# 相知站
相知站（日语：／ Ouchi eki */?）是位於佐賀縣唐津市相知町相知，九州旅客鐵道（JR九州）的唐津線車站。

## 車站構造

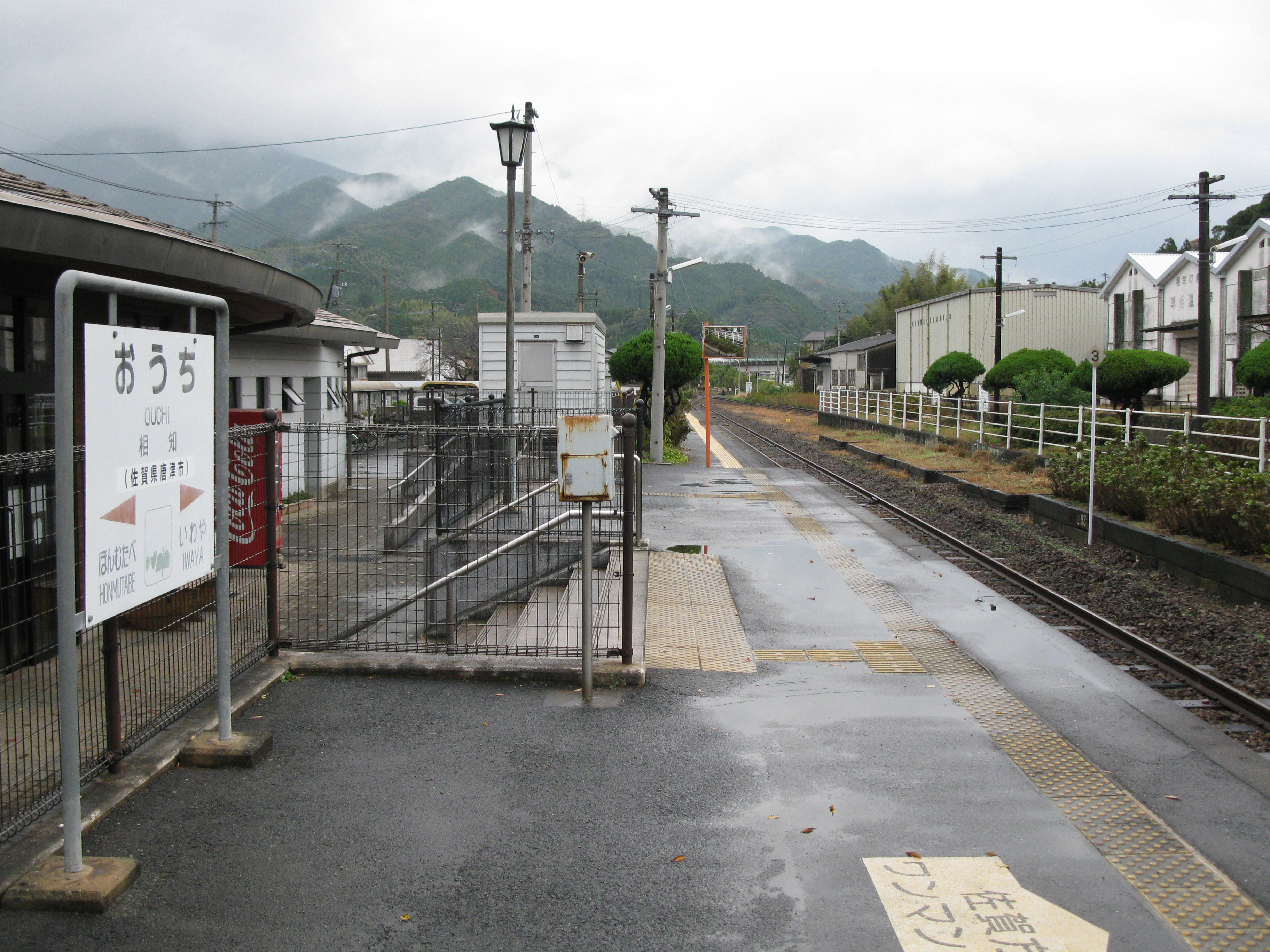
月台(2009年11月)

車站是一座地面車站，設有2面2線的單式月台。此站曾經設有2面3線的混合式月台，當中中線已經撤走。兩月台之間設有跨線橋連接。車站大樓是在1995年建成，為一座鋼架建築物。在車站內設有町設施。
此站是簡易委託車站，於車站大樓內設有售票櫃臺，可於此站購買常備式車票。此站沒有MARS系統和POS終端。

### 月台
| 月台             | 路線    | 上下行 | 方向             |
| ---------------- | ------- | ------ | ---------------- |
| 北邊（站房一方） | ■唐津線 | 上行   | 佐賀方向         |
| 南邊             | ■唐津線 | 下行   | 唐津、西唐津方向 |

## 歷史
- 1899年6月13日：唐津興業鐵道（後來為唐津鐵道（日语：唐津鉄道））山本站至嚴木站之間開通，此站啟用[2]。
- 1902年2月23日：唐津鐵道被九州鐵道合併[3][4]。
- 1907年7月1日：九州鐵道（第一代）被國有化，成為帝國鐵道廳車站[5][6][7]。
- 1987年4月1日：隨國鐵分割民營化，車站由九州旅客鐵道（JR九州）營運[8]。
- 1995年12月12日：翻新車房[1]。
- 2016年1月17日：於相知站內設立了村田英雄（日语：村田英雄）紀念碑。

## 使用狀況
最近一次錄得每天平均使用人數為2013年度，2014、2015年度均再沒有車站的使用數據；又JR九州自2016年度起只公佈首300位最高日均使用量後，本站一直都未能打進排行榜內，但因超過100人次，所以被收錄於排行榜後的附錄表內。
| 乘車人次變化 | 乘車人次變化 | 乘車人次變化 |
| 年度         | 1日平均人次  | 出處         |
| ------------ | ------------ | ------------ |
| 2000         | 312          | [ 統計 1 ]   |
| 2001         | 308          | [ 統計 1 ]   |
| 2002         | 289          | [ 統計 1 ]   |
| 2003         | 264          | [ 統計 1 ]   |
| 2004         | 269          | [ 統計 1 ]   |
| 2005         | 262          | [ 統計 1 ]   |
| 2006         | 250          | [ 統計 1 ]   |
| 2007         | 246          | [ 統計 1 ]   |
| 2008         | 242          | [ 統計 1 ]   |
| 2009         | 249          | [ 統計 1 ]   |
| 2010         | 235          | [ 統計 1 ]   |
| 2011         | 248          | [ 統計 1 ]   |
| 2012         | 251          | [ 統計 1 ]   |
| 2013         | 257          | [ 統計 1 ]   |
| 2014         | 232          | [ 統計 2 ]   |
| 2015         | 230          | [ 統計 3 ]   |
| 2016         | >100         | [ 統計 4 ]   |
| 2017         | >100         | [ 統計 5 ]   |
| 2018         | >100         | [ 統計 6 ]   |
| 2019         | >100         | [ 統計 7 ]   |
| 2020         | >100         | [ 統計 8 ]   |
| 2021         | >100         | [ 統計 9 ]   |
| 2022         | >100         | [ 統計 10 ]  |
| 2023         | >100         | [ 統計 11 ]  |

## 相鄰車站
九州旅客鐵道（JR九州）
■唐津線
岩屋－相知－本牟田部

### 統計數據
1. ↑  佐賀縣統計年鑑
2. ↑  佐賀縣統計年鑑（平成27年度）第12章　運輸及び通信—12.7 鉄道乗降客数及び貨物発着トン数
3. ↑  佐賀縣統計年鑑（平成28年度）第12章　運輸及び通信—12.7 鉄道乗降客数及び
4. ↑   (PDF). 九州旅客鉄道. 2017-07-31  [2017-08-01]. （原始内容 (PDF)存档于2017-08-01）.
5. ↑   (PDF). 九州旅客鉄道.   [2019-03-10]. （原始内容 (PDF)存档于2019-07-06） （日语）.
6. ↑   (PDF). 九州旅客鉄道.   [2018-07-13]. （原始内容存档 (PDF)于2019-12-06） （日语）.
7. ↑  駅別乗車人員上位300駅（2019年度） （页面存档备份，存于），JR九州。
8. ↑  駅別乗車人員上位300駅（2020年度） （页面存档备份，存于），JR九州。
9. ↑  駅別乗車人員上位300駅（2021年度） （页面存档备份，存于），JR九州。
10. ↑  駅別乗車人員上位300駅（2022年度） （页面存档备份，存于），JR九州。
11. ↑   (PDF).   [2025-04-24]. （原始内容存档 (PDF)于2024-09-19）.

## 外部連結
- JR九州相知站